# Rouessé-Fontaine
Rouessé-Fontaine là một xã thuộc tỉnh Sarthe trong vùng Pays-de-la-Loire phía tây bắc nước Pháp. Xã này nằm ở khu vực có độ cao từ 82-147 mét trên mực nước biển.